# La Belle Droguiste
La Belle Droguiste est une peinture à l'huile sur toile de 100 × 65 cm réalisée en 1918 par le peintre italien Amedeo Modigliani. Elle fait partie de la collection Nahmad. 